# Robert de Beaumont, III conte di Leicester
Robert de Beaumont (1130 circa – 31 agosto 1190) è stato un nobile inglese, terzo conte di Leicester. Fu tra i sostenitori di Enrico il Giovane durante la Rivolta del 1173-1174.

## Biografia
Era figlio di Robert de Beaumont, II conte di Leicester e fervente sostenitori di Enrico II d'Inghilterra, e di Amice de Gael.
Dopo la morte del padre nel 1168, ereditò i suoi grandi possedimenti in Inghilterra e Normandia.
Quando nell'aprile 1137 scoppiò la rivolta di Enrico il Giovane, Robert andò nel suo castello a Breteuil in Normandia. Le forze ribelli presero il controllo del ducato ma Enrico II d'Inghilterra portò l'esercito ad assediare il castello; Robert fuggì e Breteuil fu presa il 25 settembre.
Robert raggiunse le Fiandre, dove radunò un gran numero di mercenari e sbarcò a Walton, nel Suffolk, il 29 settembre 1173. Egli unì le forze con Hugh Bigod, I conte di Norfolk, e i due marciarono verso ovest attraversando il Midlands come per tagliare in due l'Inghilterra. Tuttavia vennero intercettati dai sostenitori del re e sconfitti nella battaglia di Fornham, vicino Bury St Edmunds, il 17 ottobre.
Robert insieme a sua moglie ed altri ribelli, fu fatto prigioniero e gli vennero tolte terre e titoli nobiliari.
Rimase in prigionia fino al gennaio del 1177, dopo che molti prigionieri erano stati rilasciati. Il re infatti si trovava in una posizione predominante e poteva permettersi di essere misericordioso. Dopo non molto terre e titoli vennero ridati a Robert ma non i suoi castelli. Tutti tranne due castelli erano stati distrutti e quelli rimasti (quello di Montsorrel nel Leicestershire e quello di Pacy in Normandia) erano nelle mani del re.
Negli ultimi anni del regno di Enrico II Robert acquisì una debole influenza politica che aumentò notevolmente quando divenne il favorito di Riccardo I. Portò infatti una delle spade di stato durante la cerimonia di incoronazione del nuovo re nel 1189.
Nel 1190 Robert si recò in Palestina per partecipare alla terza crociata ma morì a Dyrrachium durante il viaggio di
ritorno.

## Matrimonio e figli
Robert sposò Petronilla, figlia di William de Grandmesnil e pronipote ed erede di Hugh de Grandmesnil. La coppia ebbe cinque figli:
- Robert de Beaumont, IV conte di Leicester;
- Roger, che divenne vescovo di St Andrews nel 1189;
- William, probabile fondatore della dinastia Hamilton[1][2];
- Amicia di Leicester, che sposò Simone di Montfort (morto nel 1187) e fu madre di Simone IV di Montfort;
- Margaret, che sposò Saer de Quincy, I conte di Winchester.